# Troeliepalm
De troeliepalm (Manicaria saccifera) is een grote onvertakte en enkelstammige palmboomsoort.
De stam kan 15–20 cm in doorsnee worden en de boom tot 10 meter hoog. De boom is gewoonlijk bedekt met dood blad en afval en de kroon is een rozet van enorme eenvoudige bladeren die tot 8 meter lang kunnen worden.
Het verspreidingsgebied ligt in tropisch Centraal- en Zuid-Amerika: de Guiana's, Venezuela, Trinidad, Brazilië, Peru, Ecuador, Colombia, Panama, Costa Rica, Nicaragua, Honduras tot Guatemala.
De boom groeit vooral in moerasgebieden in het laagland en is niet vorstbestendig. De zaden leveren een eetbare olie op, de bladeren worden als dakbedekking gebruikt. De vrucht is 4–7 cm in doorsnee en er kan sago bereid worden uit de zetmeelrijke stam. De bloemen zijn eenhuizig. Mannelijk en vrouwelijke bloemen zijn gelegen op dezelfde bloemkolf. De onderste zijn vrouwelijk. De vrucht is een zeer grote notenvrucht met een kurkachtige schil. De vruchten zijn een voorbeeld van drijfzaad. Ze zijn groot, maar licht genoeg om lange tijd op water te blijven drijven en zo verspreid te raken.

## Beeldgalerij

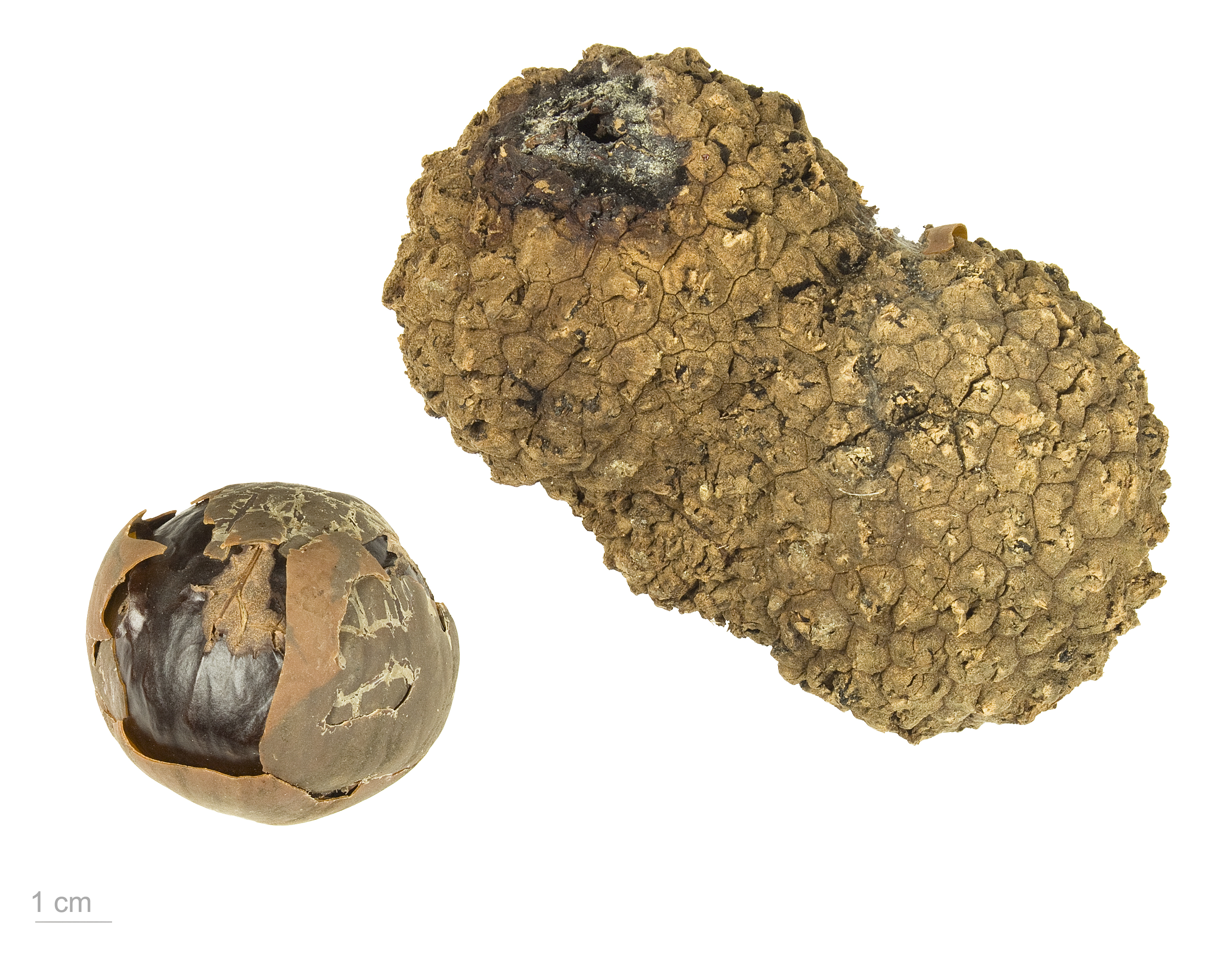
De zaden
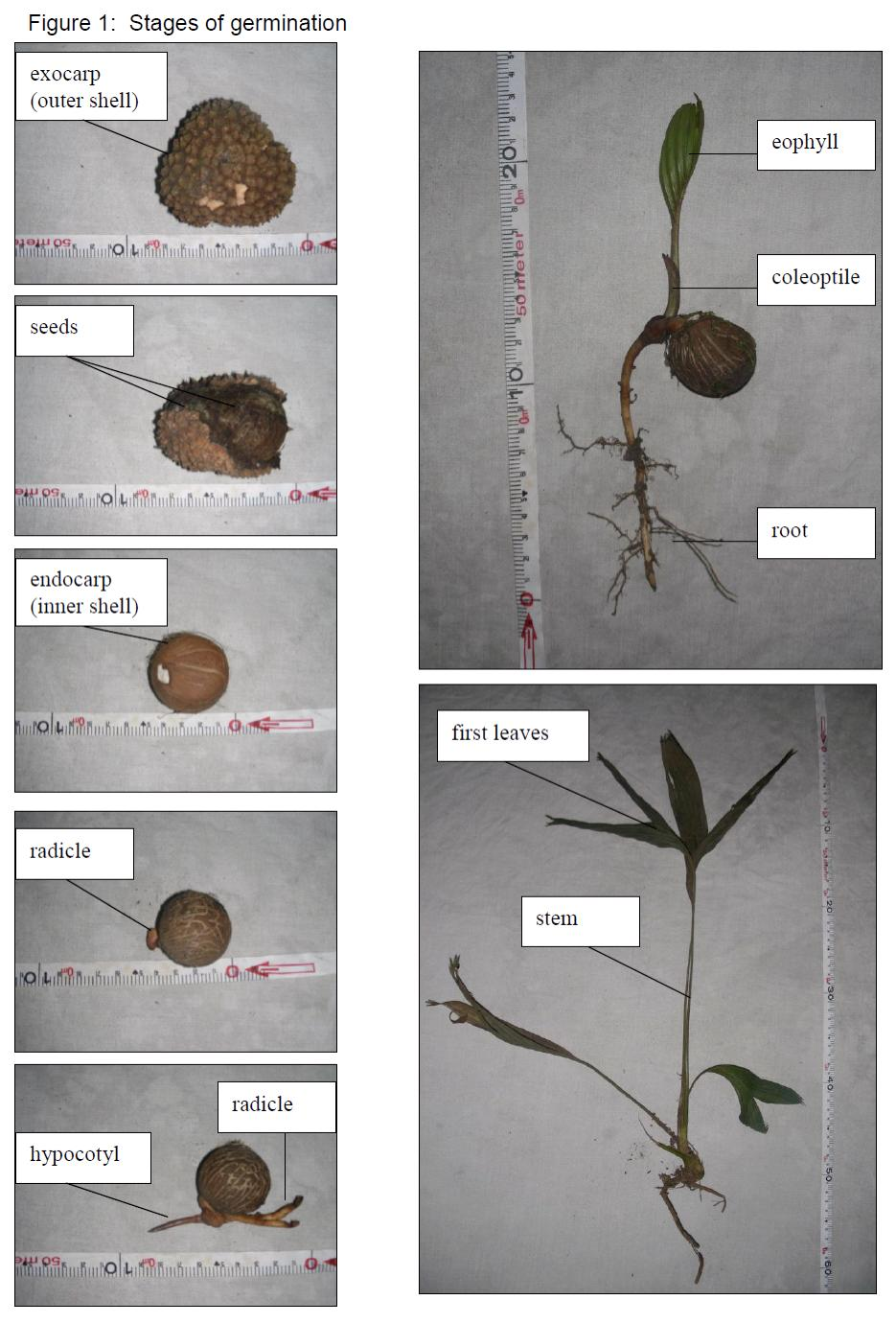
Het ontspruiten